# Lobelia yuccoides
Lobelia yuccoides är en klockväxtart som beskrevs av Wilhelm B. Hillebrand.
Lobelia yuccoides ingår i släktet lobelior och familjen klockväxter. Inga underarter finns listade i Catalogue of Life.

## Bildgalleri

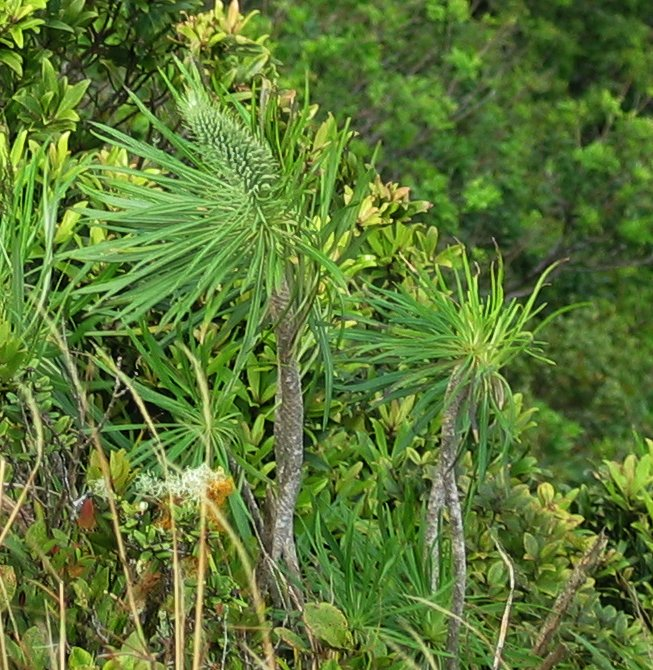